# Hair-Trigger Burke
Hair-Trigger Burke é um filme de faroeste norte-americano de 1917, produzido e distribuído por Universal Studios.

## Elenco
- Harry Carey
- Ted Brooks
- Claire Du Brey
- Vester Pegg
- William Steele - (como William Gettinger)